# Kid Paddle
Kid Paddle is een Belgische stripreeks getekend en geschreven door Midam en ingekleurd door Angèle.
De serie verscheen oorspronkelijk bij Dupuis. In 2009 richtte Midam uitgeverij Mad Fabrik op en verscheen zijn werk aldaar. Nadien verscheen het bij Glénat. In 2019 keerde Midam met Kid Paddle terug bij Dupuis.

## Inhoud
Deze stripreeks gaat over de belevenissen van Kid Paddle, een jongen die geobsedeerd is door computerspellen, monsters, griezels en horrorfilms. Samen met zijn vrienden, Horace en Big-Bang, haalt hij diverse streken uit, speelt hij games en dergelijke.

## Personages
- Kid Paddle: hoofdpersonage. Hij draagt zowat steeds een groene pet met daarop 'KID'. Hij is een grote fan van computergames, horrorfilms, wetenschap en strips. Hij voert graag experimenten uit om films en games na te doen.
- Big Bang: is een van de vrienden van Kid Paddle. Hij is een waar genie en wordt getypeerd door een grote brilmontuur. Zijn kamer lijkt een laboratorium waar hij allerlei wetenschappelijke proeven uitvoert. Met zijn kennis helpt hij soms om gamemachines te saboteren.
- Horace: is een van de vrienden van Kid Paddle. Hij is naïef en probeert daardoor soms dingen uit die hij beter niet zou doen. Hij heeft vaak pech en komt dan in het ziekenhuis terecht. Hij draagt eveneens een bril die heel vaak vermorzeld raakt. Ook zit hij vaak in het verband of breekt hij zijn schedel. Hij houdt niet van gewelddadige films en computergames, is fan van 'rikiki de eend'.
- Max: vriendin van Kid. Een van de weinige meisjes in de serie die ook gamet en het enige meisje dat Kid niet irritant vindt.
- Carol: de zus van Kid die het vaak moet ontgelden. Ze is braaf en truttig. Ze vindt de hobby's van haar broertje walgelijk. Kid en zijn vrienden hebben het vaak op haar poppen gemunt of maken haar onderdeel van hun experimenten.
- De vader van Kid Paddle: werkt waarschijnlijk op een ministerie, aangezien er in het eerste album op pagina 6 een opmerking staat dat hij te laat zou komen op het ministerie.
- Mirador: is de baas van City Game, een speelhal waar Kid en zijn vrienden vaak komen. Mirador is een onverzorgde hork die altijd in een vormloos T-shirt loopt. Als hij boos wordt dan is hij gewelddadig.
- Radar: de hond van Mirador die de speelhal bewaakt tegen onder meer gamers die de toestellen zouden beschadigen.
- Grootvader van Kid Paddle: geeft aan Kid veelal poppen die hem totaal niet interesseren.
- De Kleine Barbaar: is een personage dat vaak voorkomt in de games die Kid speelt. Omtrent dit personage is de spin-off Game Over gebaseerd. Meestal loopt de kleine barbaar in een val.
- De kaartjesverkoper aan de cinema: Kid en zijn vrienden vinden maar geen manier om hem te omzeilen om zo naar een horrorfilm te kunnen gaan kijken.
- De meester: De schoolmeester van Kid met wie hij nogal vaak problemen heeft, Kid is dus ook erg lui in de lessen en krijgt vaak het cijfer 0 te zien op zijn rapport. Ook Kids fantasie staat hem niet erg aan.

## Albums
- 1: Spelbrekers
- 2: Total Loss
- 3: Apocalypse Boy
- 4: Full Metal Pet
- 5: Gratis Monster met Slagroom
- 6: Rodeo Blork
- 7: Waterminator
- 8: Paddle... My Name is Kid Paddle
- 9: Boing! Boing! Bunk!
- 10: Star Waar?
- 11: De Moordende Mummie is niet van Gummi
- 12: Panik Room
- 13: Slime Project
- 14: Serial gamer
- 15: Men in Blork
- 16: Kid n Roses
- 17: Moet ik er een tekening bij maken?
- 18: Silence of the lamps
- 19: Love, Death and RoBlorks

### Spin-offreeks:Game Over
- 1: Blork Raider
- 2: No Problemo
- 3: O wat schattig
- 4: Oeps
- 5: Walking Blork
- 6: Sound Of Silence
- 7: Only for your eyes
- 8: Cold Case
- 9: Bomba Fatale
- 10: Watergate
- 11: Yes, I Can!
- 12: Royal barbecue
- 13: Toxic affair
- 14: Fatal attraction
- 15: Very bad trip
- 16: Ai ai eye
- 17: Dark web
- 18: Bad cave
- 19: Beauty trap
- 20: Deep impact
- 21: Rasp incident

### Buiten Reeks
- 1: Monsters
- 2: Wie zoekt, die vindt!